# Johann Alexander Christ
Johann Alexander Christ (ur. 1648 w Wunsiedel; zm. 1707 w Lipsku) – niemiecki prawnik, królewsko-polski i elektorsko-saski radca, radny i burmistrz Lipska.
Studiował nauki prawne na uniwersytetach w Lipsku, Jenie i Wittenberdze. W 1678 uzyskał w Lipsku tytuł doktora. Został królewsko-polskim i elektorsko-saskim radcą. W 1699 został radnym miejskim Lipska. W latach 1703, 1704 i 1706 był burmistrzem Lipska.